# Janova skála
Janova skála (německy Johannes felsen) je hora v Krkonoších na jihovýchodním hřbetu Čertovy hory, 2 km jiho-jihovýchodně od Harrachova. Na vrcholu mohutná skála, pojmenovaná po hraběti Johannu von Harrachovi. Zalesněno smrkem, les přerůstá i vrcholovou skálu a omezuje kdysi pěkné výhledy.

## Další vrchol
Asi 300 m severozápadně od vrcholu se nachází další vrchol a to o jeden metr vyšší. Pojmenovaný je autory projektu Tisícovky Čech, Moravy a Slezska jako Janova skála - SZ vrchol (1002 m, souřadnice 50°45′20″ s. š., 15°26′5″ v. d.), s vrcholovou skalkou ve vzrostlém lese.

## Přístup
Janova skála je přístupná po odbočce modré turistické značce mezi Čertovou horou a Studenovem. Souběžně s turistickou značkou vede v těchto místech i cyklostezka z Harrachova a v zimě také značená lyžařská cesta.
Na vedlejší vrchol žádná cesta nevede, ale díky umístění ve III. zóně KRNAP je přístup terénem možný, nejlépe od zmíněné modře značené cesty, od které je jen 60 m jihozápadně.